# Loano (Indonesië)
Loano is een bestuurslaag in het regentschap Purworejo van de provincie Midden-Java, Indonesië. Loano telt 3277 inwoners (volkstelling 2010).